# Lactarius chrysorrheus
Lactarius chrysorrheus Elias Magnus Fries, 1838), denumit în popor lăptucă cu lapte gălbui, al cărui epitet este derivat din cuvântul grec (greacă χρυσωρρευσ= (cu) lichid auriu). El este o specie de ciuperci necomestibile din încrengătura Basidiomycota în familia Russulaceae și de genul Lactarius care coabitează, fiind un simbiont micoriza (formează micorize pe rădăcinile arborilor). În România, Basarabia și Bucovina de Nord crește solitar, dar de asemenea în grupuri mici, pe sol mai acru și proaspăt cu un substrat de bazalt, loess, nisip sau argilă și este absent în zone calcaroase. Mai departe se dezvoltă numai în păduri de foioase călduroase sub fagi, stejari și castani comestibili, din (iulie) august până în octombrie.

## Descriere

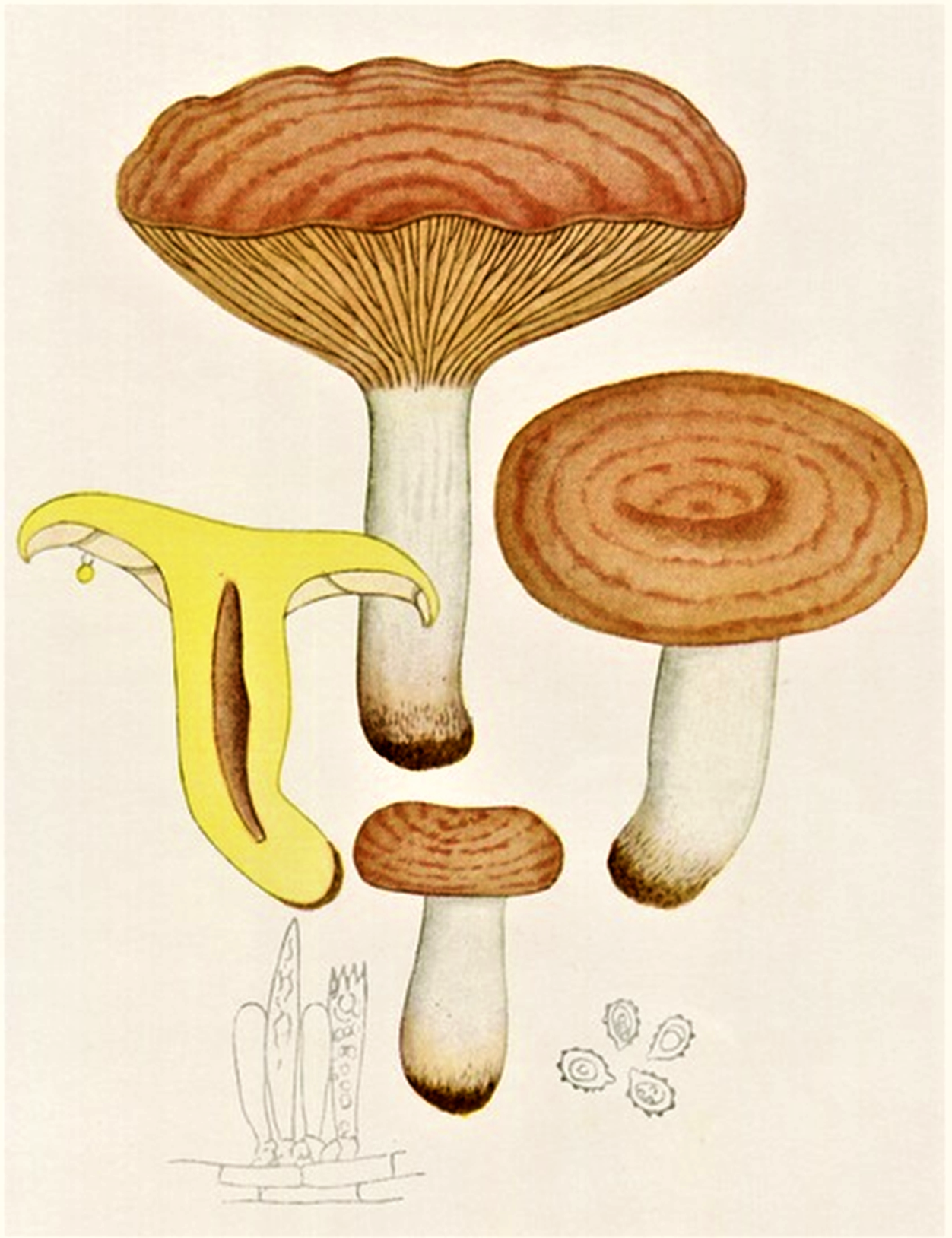
Bres.: Agaricus theiogalus

- Pălăria: are un diametru de 4-7 (9) cm, este cărnoasă, la început convexă cu marginea răsfrântă spre picior, apoi din ce în ce mai plată și la maturitate adâncită, la bătrânețe cu marginea deseori ușor ondulată. Cuticula este netedă, mată și aproape uscată, cu un colorit inițial aproape albui, dar repede variabil de galben, portocaliu și roșu de somon, cu zone slab pronunțate în formă de inele concentrice mai închise, brun-roșcate. La vârstă și vreme uscată ciuperca se decolorează adesea și capătă un aspect gri-albicios.
- Lamelele: sunt subțiri, aglomerate, ceva arcuite și nu prea înalte, cu lame intercalate către marginea pălăriei precum aderate și decurente la picior. Culoarea este în stadiu tânăr albuie, apoi galben-portocalie, adesea cu tonuri rozi, la bătrânețe și la umezeală ruginie (pe vreme uscată se decolorează și ele).
- Piciorul: are o înălțime de 4-7 cm și o lățime de 1-1,5 (2) cm, este cilindric nu rar îndoit sau ușor lărgit către bază, în tinerețe plin și brumat fin, devinind cu vârsta gol pe interior. Culoarea albă de la început se pierde cu maturitatea, când începe să asemene din ce în ce mai mult celei a pălăriei, dar într-o nuanță mai palidă. Tija se decolorează deseori la bătrânețe și pe timp uscat.
- Carnea: este destul de compactă și tare, albă și emite un suc lipicios, descris mai jos. Din cauza latexului se colorează și ea repede galbenă. Mirosul amintește slab la cel de ploșnițe de câmp sau de pădure, gustul fiind în primele secunde plăcut, apoi amar și după încă câteva clipe iute.
- Laptele: nu numai la tăiere, ciuperca emită un suc și el iute, lipicios, mai întâi alb care devenine după câteva secunde treptat galben ca sulful.
- Caracteristici microscopice: are spori sferici, hialini (translucizi), cu o rețea incompletă de riduri și o mărime de 7–8.5 x 6–6.5 microni. Pulberea lor este crem-albicioasă.[3][4]
- Reacții chimice: Buretele se colorează cu anilină imediat galben, cu acid azotic după 12 ore brun-măsliniu, cu guaiacol violet-roșiatic, cu Hidroxid de potasiu galben ca ceara, cu sulfat de fier slab galben-verzui și cu tinctură de Guaiacum încet gri-verzui.[5]

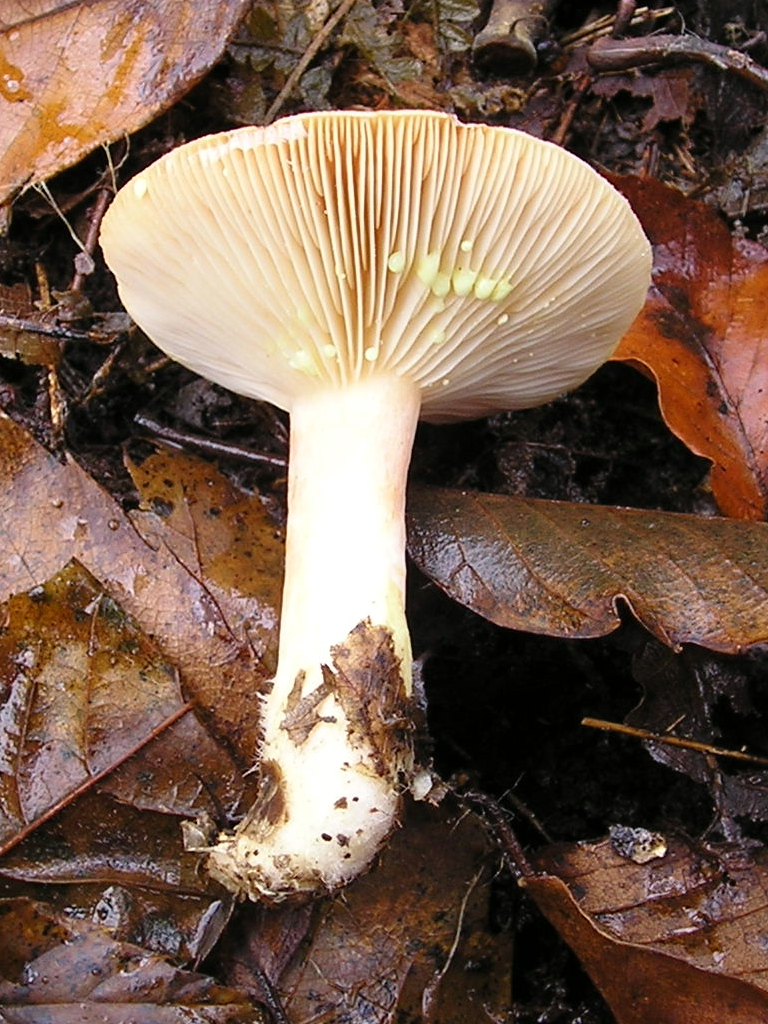
L. chrysorrheus, picior, lamele cu lapte
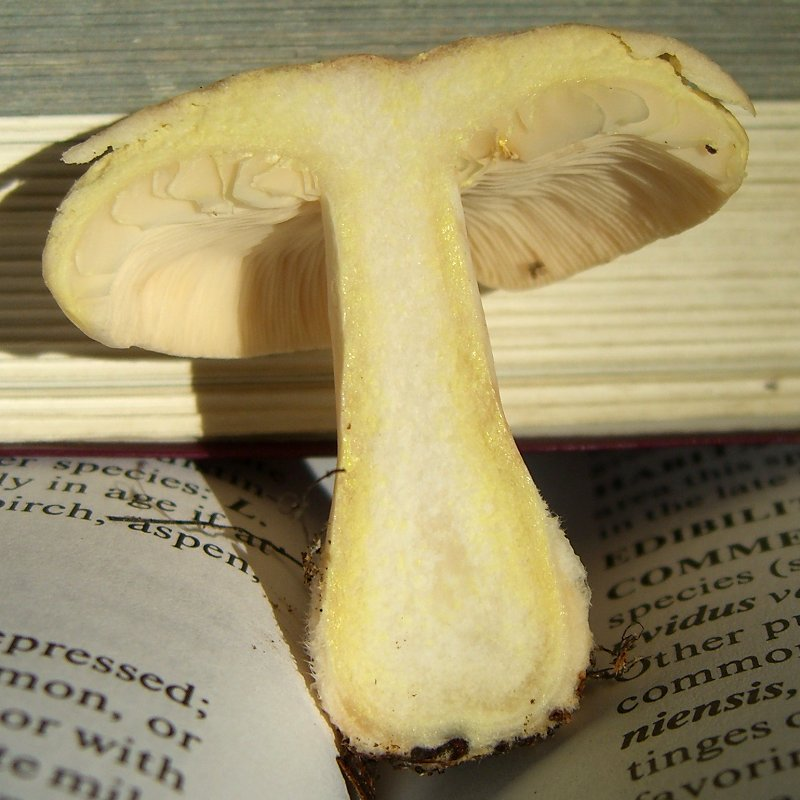
L. chrysorrheus, secțiune longitudinală
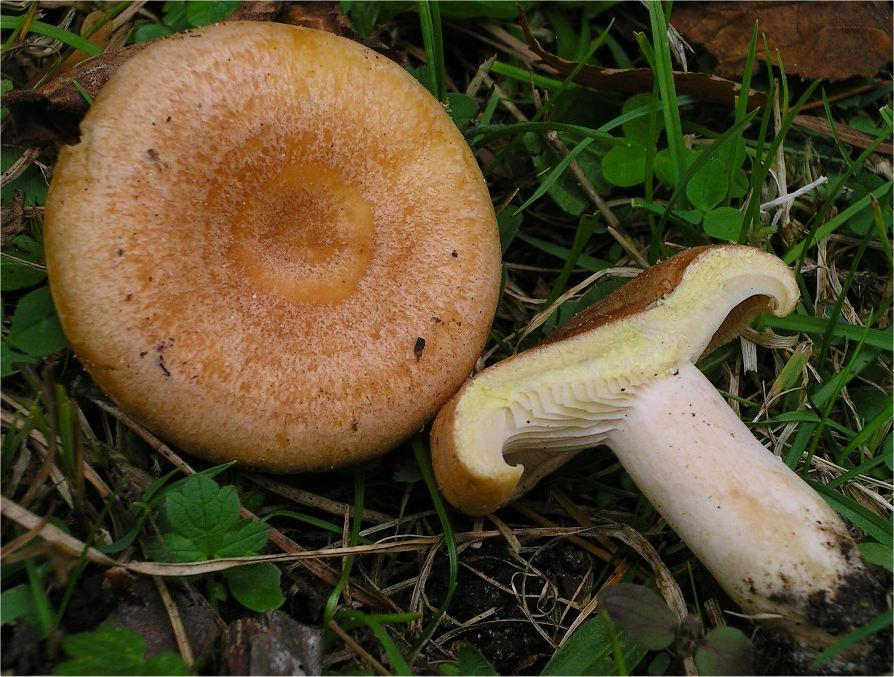
L. chrysorrheus mai tinere
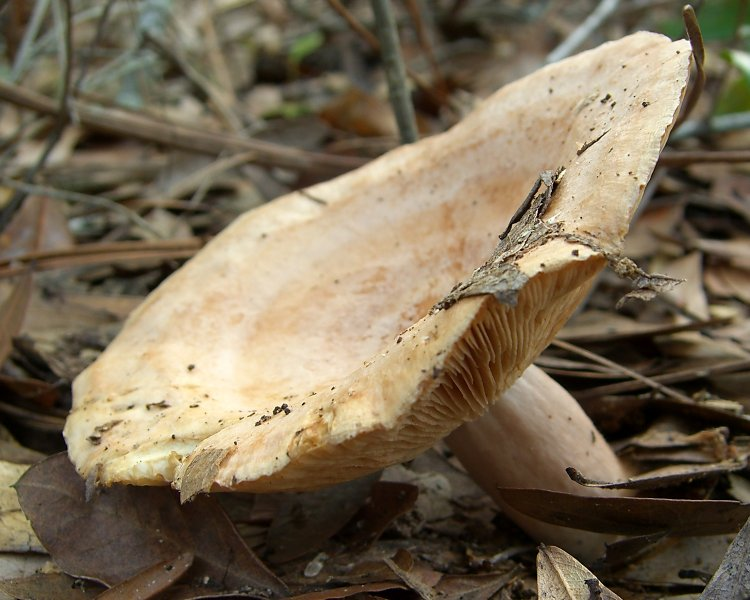
L. chrysorrheus bătrân

## Confuzii
Acest burete poate fi confundat cu alte specii Lactarius, în primul rând cu cele, ale căror latex se îngălbenește de asemenea, ca de exemplu cu Lactarius citriolens (necomestibil), Lactarius decipiens (necomestibil), Lactarius deterrimus (comestibil), Lactarius maculatipes (necomestibil), Lactarius mairei (ușor otrăvitor), Lactarius quietus (necomestibil) sau Lactarius scrobiculatus (otrăvitor), dar începători îl amestecă ocazional și cu Lactarius deliciosus (comestibil), Lactarius porninsis (comestibil), sau Lactarius volemus (comestibil).

## Specii asemănătoare

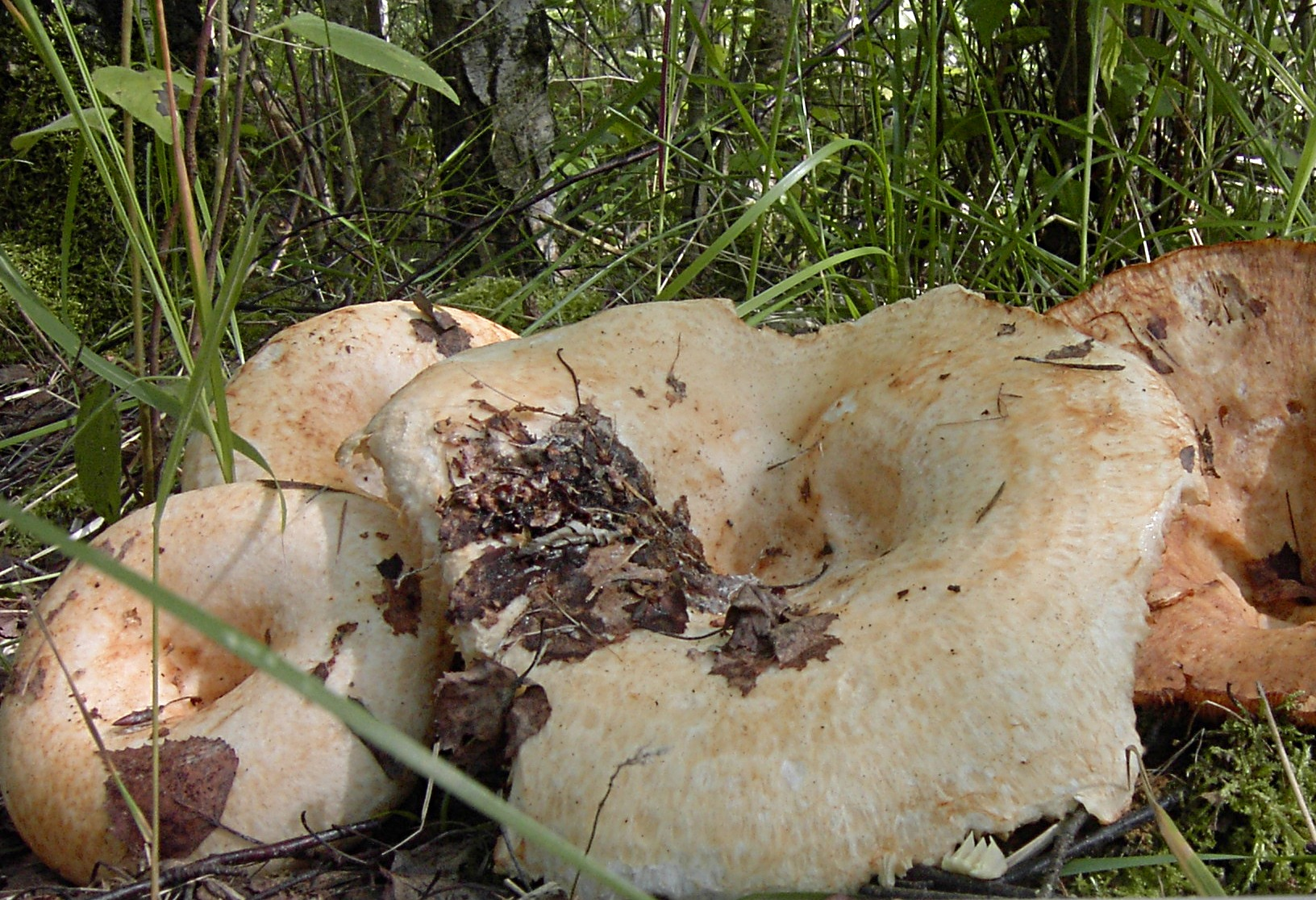
!Lactarius citriolens!
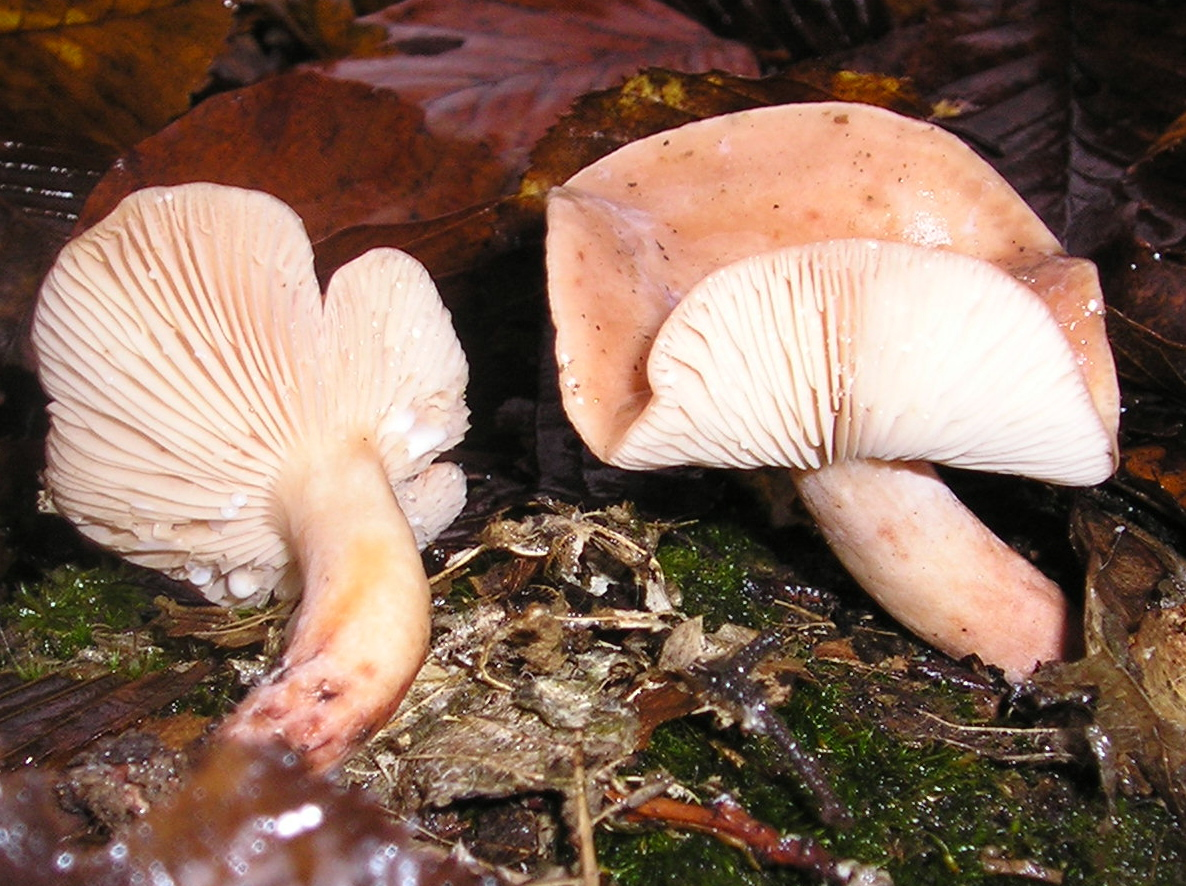
!Lactarius decipiens!
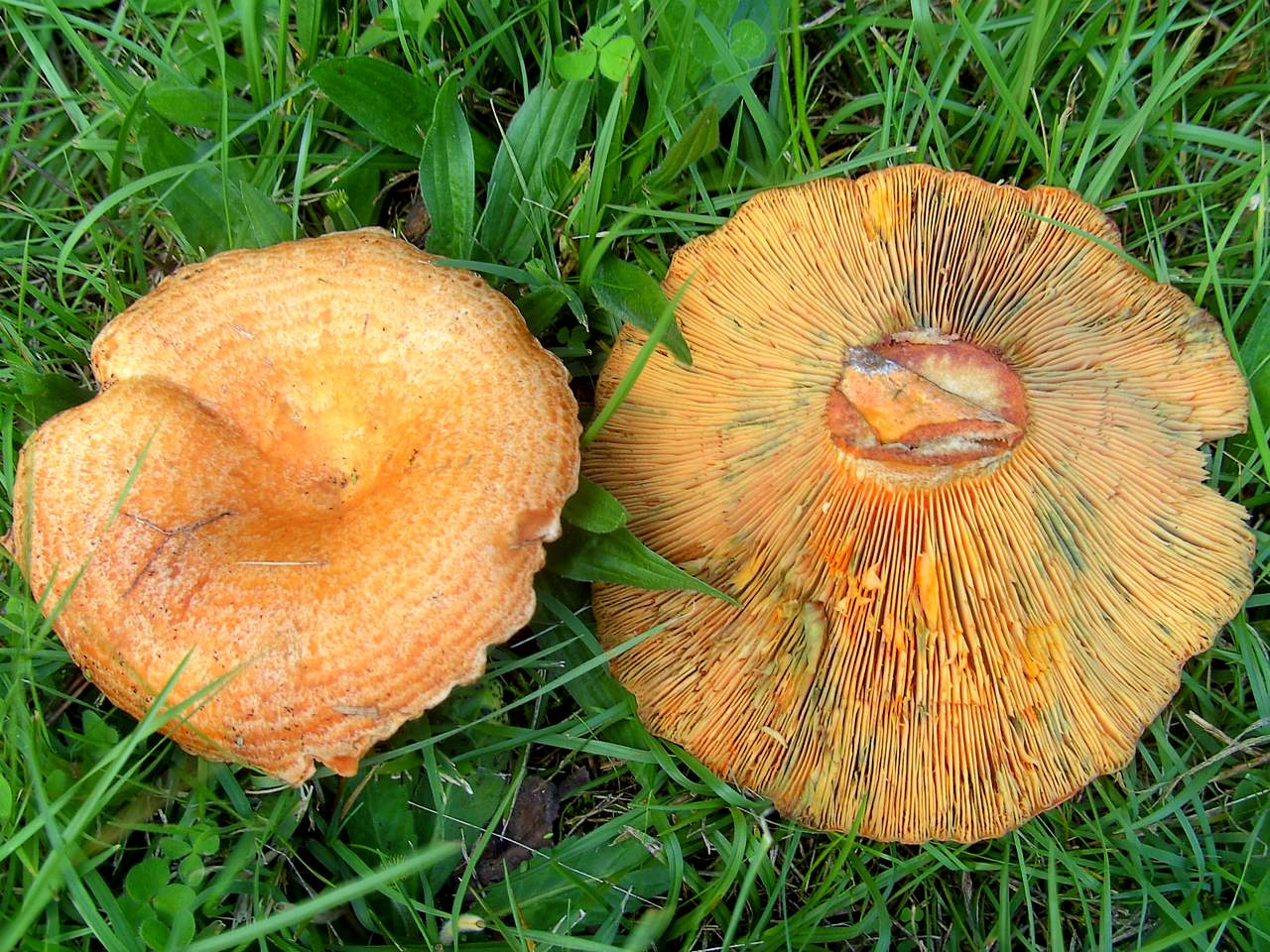
Lactarius deliciosus
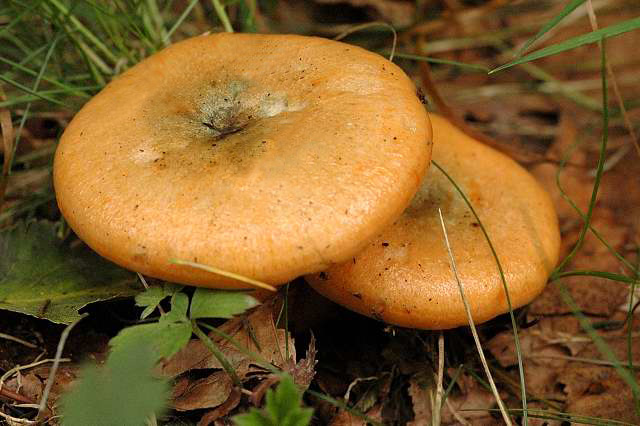
Lactarius deterrimus
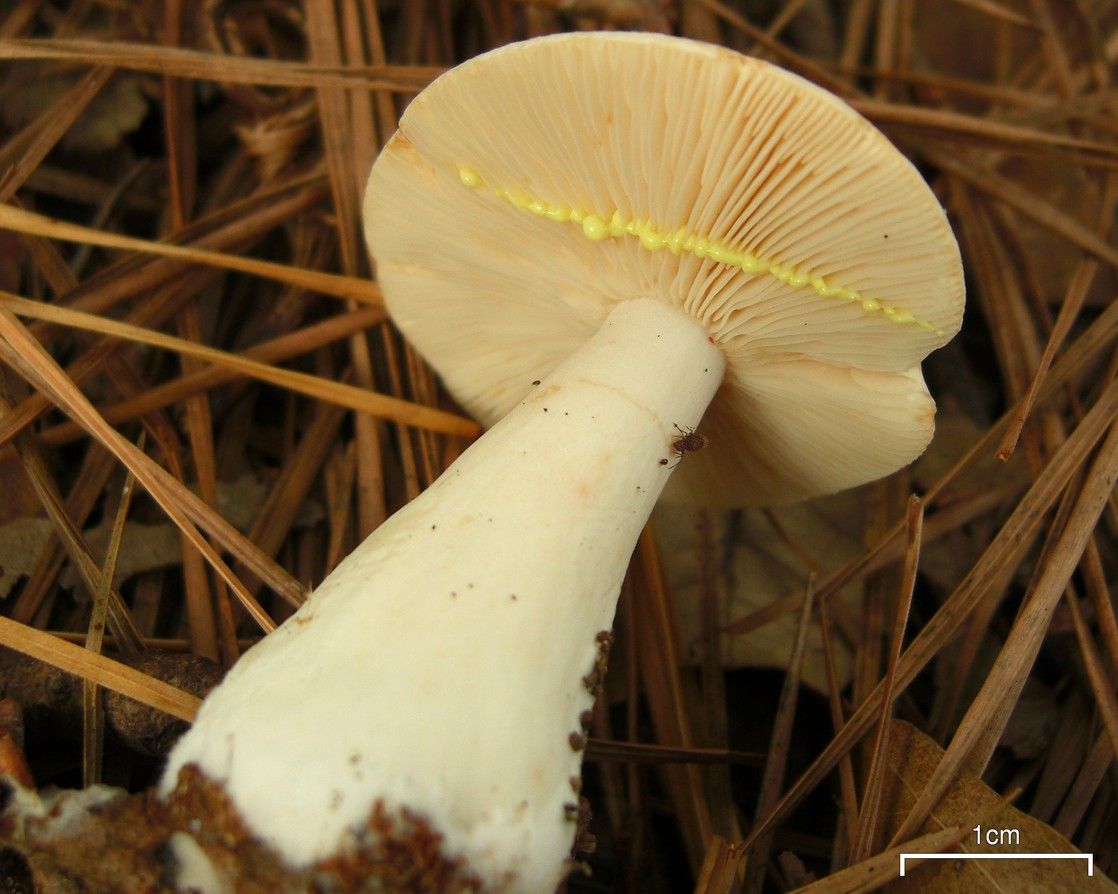
!Lactarius maculatipes!
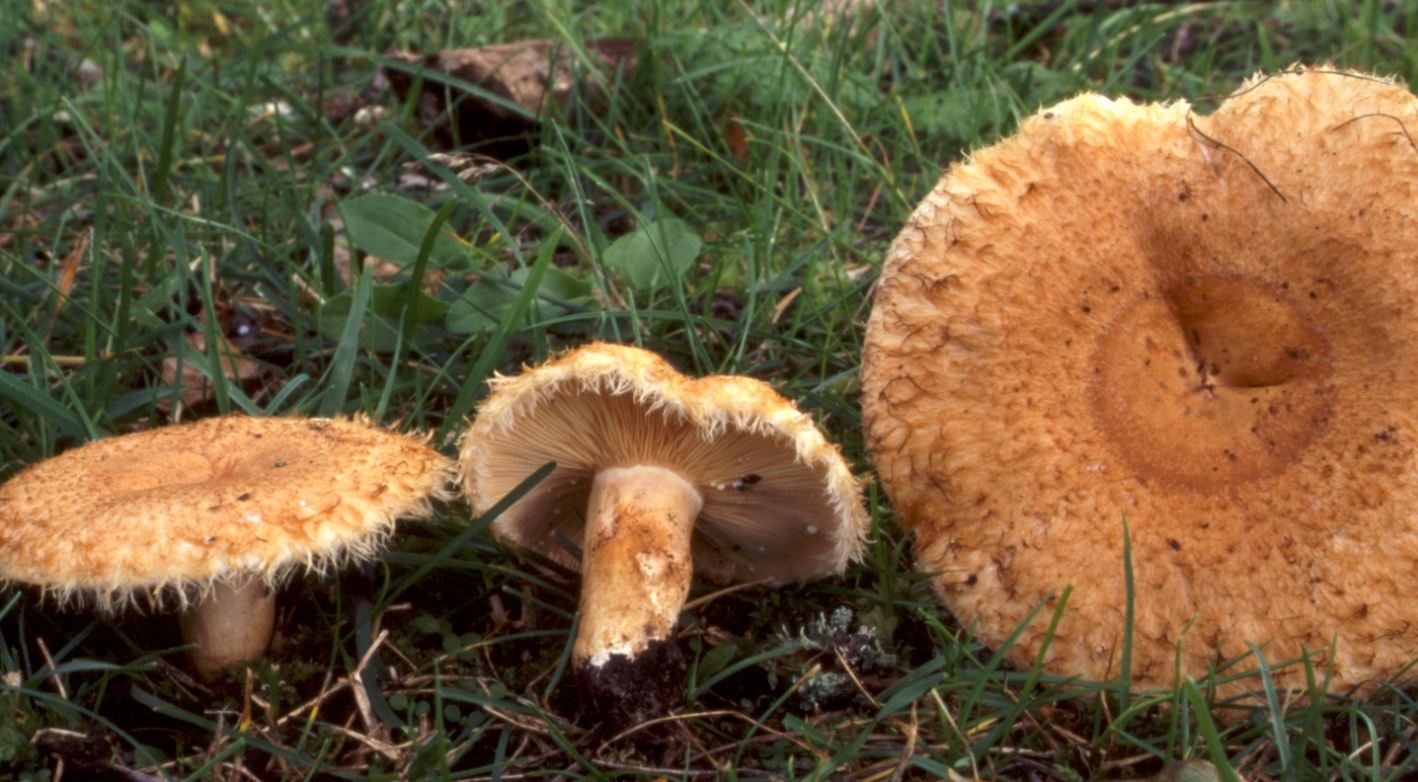
!!Lactarius mairei!!
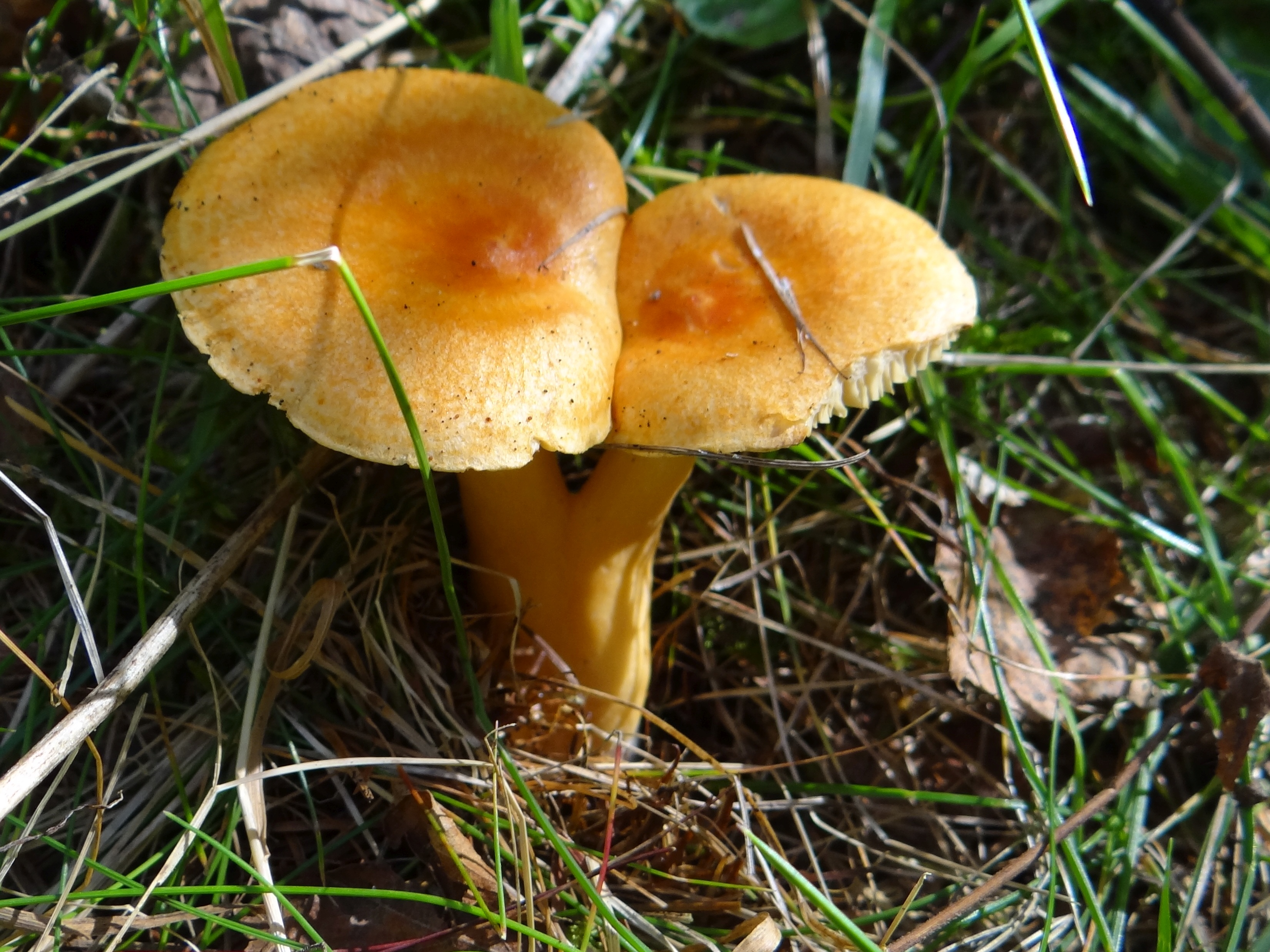
Lactarius porninsis
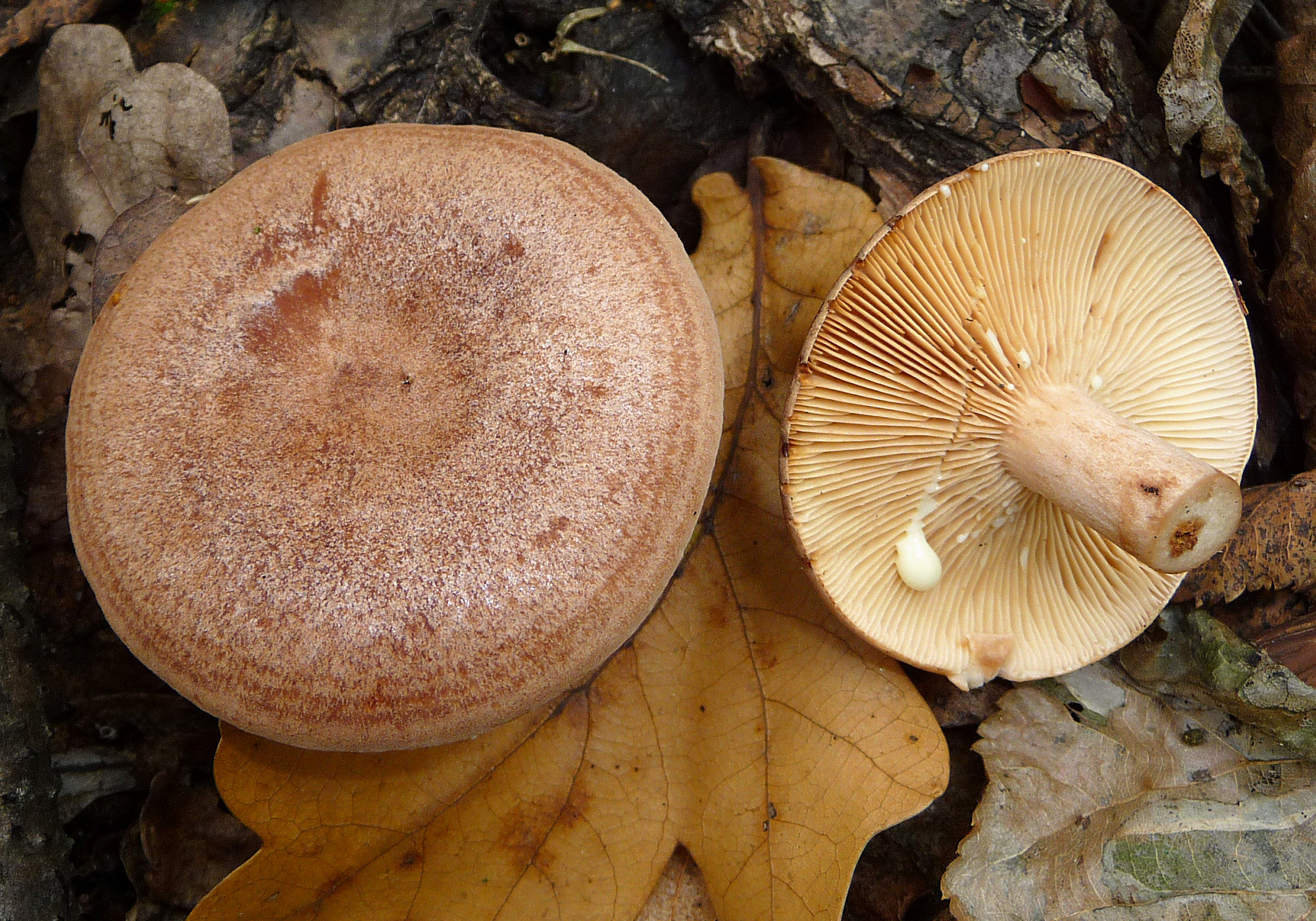
!Lactarius quietus!
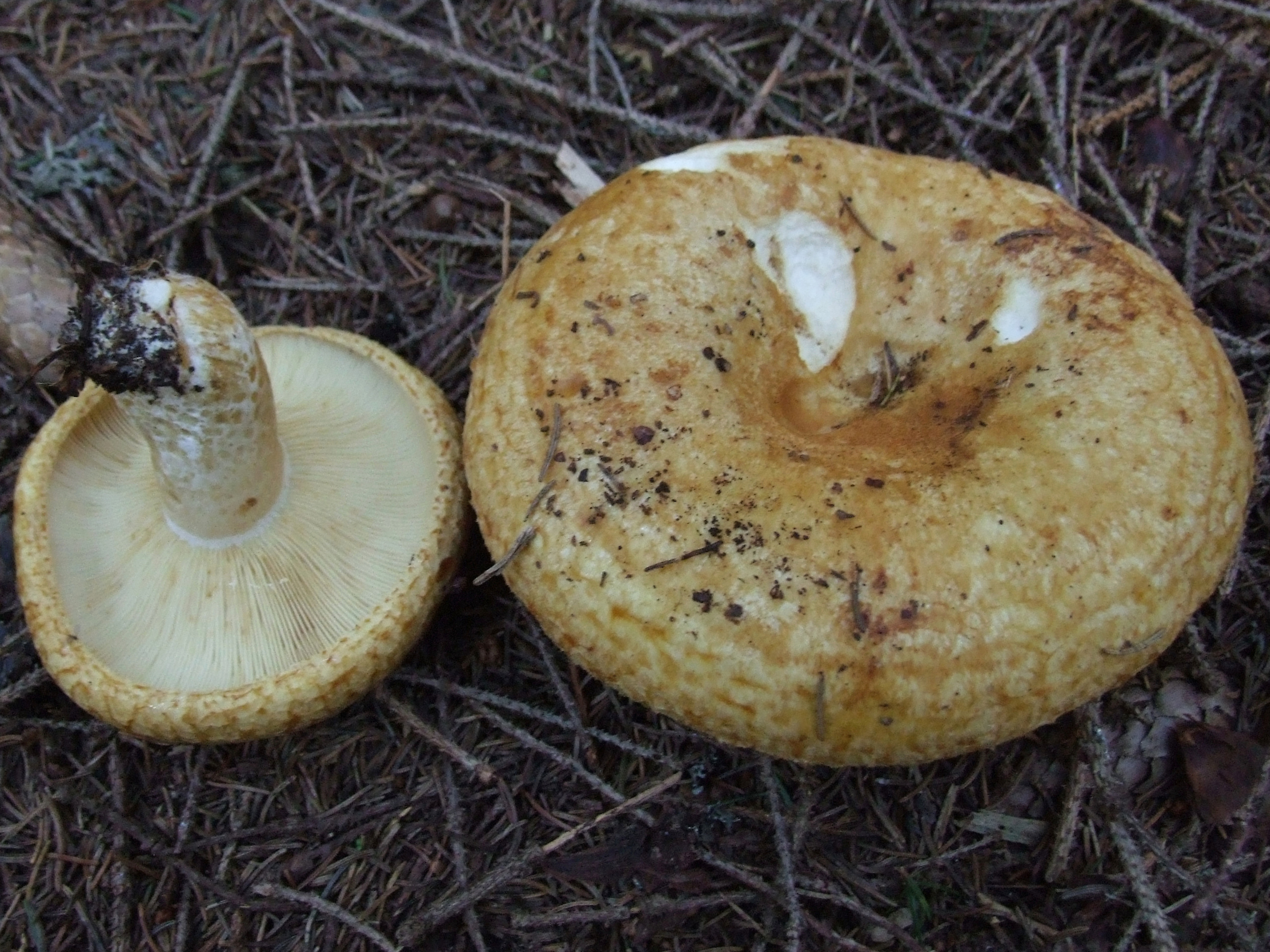
!!Lactarius scrobiculatus!!
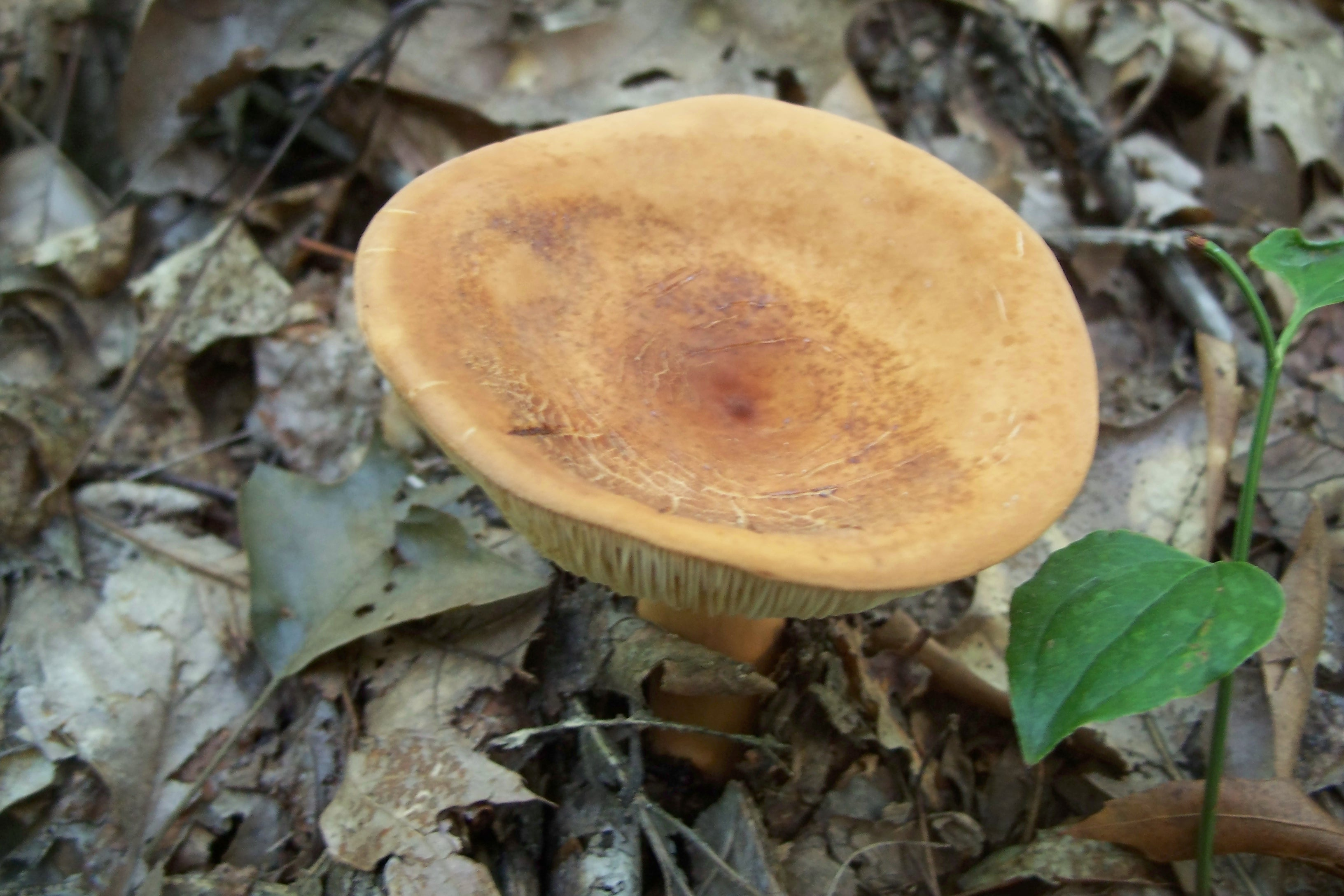
Lactarius volemus

## Valorificare
Această specie este din cauza cârnii amare și iute necomestibilă.
Din păcate se găsesc deseori exemplare călcate în picioare sau rupte. Nu distrugeți această ciupercă frumoasă, mult mai mult acceptați valoarea ei ecologică pentru arbori și pădure!